# Uhrwiller
Uhrwiller település Franciaországban, Bas-Rhin megyében. Lakosainak száma 708 fő (2022. január 1.). Uhrwiller Engwiller, Gumbrechtshoffen, Kindwiller, Mulhausen, Obermodern-Zutzendorf, Offwiller, Schillersdorf és Zinswiller községekkel határos.

## Népesség
A település népessége az elmúlt években az alábbi módon változott:
| Lakosok száma | 709  | 706  | 712  | 706  | 702  | 705  | 707  | 708  | 708  |
|               | 2013 | 2015 | 2016 | 2017 | 2018 | 2019 | 2020 | 2021 | 2022 |